# Alfie (film 2004)
Alfie è un film del 2004 diretto da Charles Shyer. Il film è un remake dell'omonima pellicola del 1966. Jude Law interpreta il ruolo che fu nel 1966 di Michael Caine: un simpatico donnaiolo il cui narcisismo finirà per ritorcersi contro lui stesso.

## Trama
Alfie è un giovane autista inglese, che vive e lavora a New York, ed è circondato da donne bellissime con cui si diverte a flirtare senza alcun coinvolgimento emotivo, approfittando del proprio ascendente nei loro confronti e senza alcun rimorso nei confronti di Julie, una giovane madre single con cui intrattiene una relazione "più o meno" fissa.
Quando però intreccia una breve relazione con Lonette, ex fidanzata del suo migliore amico Marlon, anch'egli autista di limousine, è costretto a riflettere sul suo stile di vita e sulle conseguenze delle sue azioni, dato che anche Julie, venuta a conoscenza delle continue infedeltà di Alfie, ha deciso di chiudere la relazione.

## Colonna sonora
La colonna sonora del film è stata composta dal frontman dei Rolling Stone Mick Jagger, dall'ex Eurythmic Dave Stewart e da John Powell, e comprende tredici brani, alcuni dei quali cover di brani facenti parte della colonna sonora del film del 1966.
1. Old Habits Die Hard - Mick Jagger e David A. Stewart
2. Blind Leading the Blind (Live Acoustic Version) - Mick Jagger e David A. Stewart
3. New York Hustle
4. Let's Make It Up - Mick Jagger e David A. Stewart
5. Wicked Time -Joss Stone e Nadirah "Nadz" Seid
6. Lonely This Christmas - Joss Stone e Mick Jagger
7. Darkness of Your Love - Gary "Mudbone" Cooper e David A. Stewart
8. Jack the Lad
9. Oh Nikki
10. Blind Leading the Blind - Mick Jagger e David A. Stewart
11. Standing in the Rain
12. Counting the Days
13. Old Habits Die Hard - Mick Jagger e Sheryl Crow
14. Alfie - Joss Stone
15. Merry christmas time

Per il brano Old Habits Die Hard Mick Jagger e David A. Stewart hanno vinto il Critics' Choice Movie Award, il Golden Globe, il Sierra Award ed il World Soundtrack Award.

## Accoglienza

### Incassi
Alfie si è rivelato un flop ai botteghino, guadagnando in tutto il mondo un totale di 35.15 milioni di dollari, contro i 60 milioni che era costato. Il film ha debuttato il 5 novembre 2004 negli Stati Uniti ed ha guadagnato 2 206 738 dollari al primo giorno. Quel weekend, il film è stato il quinto più visto della settimana con un incasso di 6 218 335 dollari, dietro Gli incredibili, Ray, The Grudge e Saw - L'enigmista. Alla fine il film guadagnerà un totale di 13 399 812 dollari negli Stati Uniti e 21 750 734 dollari in tutto il mondo, per un totale complessivo di 35 150 546 dollari/.

### Critica
Il film ha ricevuto critiche varie. Su una base di 147 recensioni raccolte dal sito internet Rotten Tomatoes, il 50% di essi hanno dato ad Alfie un giudizio positivo, con una valutazione media di circa 5.6/10. La rivista Rolling Stone ha dato al film due stelle.
Todd McCarthy di Variety ha descritto il film come  "a breezy, sexy romp with a conscience that reflects in obvious but interesting ways on societal changes over the intervening 38 years." (in italiano: "un gioco sexy e fresco con una coscienza che riflette in modo ovvio ma interessante i cambiamenti sociali intervenuti in trentotto anni")
Roger Ebert parlando del film, ha lodato l'interpretazione di Jude Law commentando "on its own terms, it's funny at times and finally sad and sweet." (in italiano "A modo suo, è divertente a volte ed alla fine malinconico e dolce")
Manohla Dargis del New York Times ha dichiarato: "Unlike the 1966 British film on which it is based, with its abrasive star-making turn from Michael Caine, the new 'Alfie' doesn't chase social significance - it just wants us to have a good time." (in italiano "A differenza del film britannico del 1966 su cui è basato, con la carica corrosiva di Michael Caine, il nuovo 'Alfie' non insegue alcuna scalata sociale - semplicemente vuole farci divertire un po'")